# Жионо, Жан
Жан Жионо (фр. Jean Giono, 30 марта 1895 — 8 октября 1970) — французский писатель, действие произведений которого, как правило, происходит в Провансе.

## Биография и творчество
Родившись в небогатой семье сапожника и прачки, Жионо многие годы жил в Маноске (департамент Альпы Верхнего Прованса). По завершении учёбы в местной школе, работал банковским служащим до Первой мировой войны, во время которой служил солдатом. В 1919 году вернулся в банк, а год спустя женился на подруге детства, с которой у него было двое детей. Ушёл из банка в 1930 году, чтобы полностью посвятить себя писательской деятельности после успеха своего первого романа, «Холм».
В 1953 году он был удостоен литературной премии князя Монако Ренье за жизненные заслуги. Позднее стал членом Гонкуровской академии (1954), вошёл в Литературный Совет Монако (1963).
Среди наиболее известных его произведений три романа трилогии «Пан», посвящённых греческому богу Пану и пантеизму: «Холм» (фр. Colline), «Парень из Бомюня» (фр. Un de Baumugnes) и «Отава» (фр. Regain — название можно понять и как «Возрождение», в таком переводе известна его экранизация). Он также известен книгой «Путешествие в Италию» и новеллой «Человек, который сажал деревья» (1953).
Многие произведения Жионо были экранизированы: фильмы по его книгам снимали Марсель Паньоль, Жан-Поль Раппно, Рауль Руис. Он возглавлял жюри Каннского МКФ (1961), входил в его жюри (1966).

## Произведения

### Романы, повести, хроники
- Colline — Grasset — 1929
- Un de Baumugnes — Grasset — 1929
- Regain — Grasset — 1930
- Naissance de l’Odyssée — Editions Kra — 1930
- Le Grand Troupeau — Gallimard — 1931
- Jean le Bleu — Grasset — 1932
- Solitude de la pitié — Gallimard 1932
- Le Chant du monde — Gallimard — 1934
- Que ma joie demeure — Grasset — 1936
- Batailles dans la montagne — Gallimard — 1937
- Pour saluer Melville — Gallimard — 1941
- L’eau vive — Gallimard — 1943 (Rondeur des Jours et l’Oiseau bagué −1973)
- Король без развлечений / Un roi sans divertissement — Gallimard — 1947
- Noé — Editions la Table ronde — 1947
- Fragments d’un paradis — Déchalotte — 1948
- Mort d’un personnage — Grasset — 1949
- Les Âmes fortes — Gallimard — 1949
- Les Grands Chemins — Gallimard — 1951
- Le Hussard sur le toit (Гусар на крыше) — Gallimard — 1951
- Le Moulin de Pologne — 1952
- Человек, который сажал деревья / L’homme qui plantait des arbres — Reader’s Digest — 1953
- Le Bonheur fou — Gallimard — 1957
- Angelo — Gallimard — 1958
- Hortense ou l’Eau vive (avec Jean Allioux) Editions France-Empire — 1958
- Deux cavaliers de l’orage — Gallimard — 1965
- Le Déserteur — René Creux Editeur — 1966 (le Déserteur et autres récits — Gallimard — 1973)
- Ennemonde et Autres Caractères — Gallimard — 1968
- L’Iris de Suse — Gallimard — 1970
- Les Récits de la demi-brigade — Gallimard — 1972
- Faust au village — Gallimard — 1977
- Le Bestiaire — Ramsay — 1991

### Незавершенные романы
- Angélique — Gallimard — 1980
- Cœur, Passions, Caractères — Gallimard — 1982
- Dragoon suivi d’Olympe — Gallimard — 1982

### Очерки и статьи
- Présentation de Pan — Grasset — 1930
- Manosque-des-plateaux — Emile-Paul Frères — 1931
- Le Serpent d’Etoile — Grasset — 1933
- Les Vraies Richesses — Grasset — 1936
- Refus d’obéissance — Gallimard 1937
- Le Poids du ciel — Gallimard — 1938
- Lettre aux paysans sur la pauvreté et la paix — Grasset — 1938
- Précisions — Grasset — 1939
- Recherche de la pureté — Gallimard — 1939
- Triomphe de la vie — Ides et Calendes — 1941
- Voyage en Italie — Gallimard — 1953
- Notes sur l’affaire Dominici — Gallimard — 1955
- Le Désastre de Pavie -Gallimard — 1963
- Les Terrasses de l’Ile d'Elbe — Gallimard — 1976
- Les Trois Arbres de Palzem — Gallimard — 1984
- De Homère à Machiavel — Gallimard — 1986
- Images d’un jour de pluie et autres récits de jeunesse — Editions Philippe Auzou — 1987
- La Chasse au Bonheur — Gallimard — 1988
- Provence — Gallimard — 1993
- Les Héraclides — Quatuor — 1995
- De Montluc à la «Série Noire» — Gallimard — 1998

### Стихи
- Accompagne de la flute — les Cahiers de l’Artisan — 1923
- La Chute des Anges, Fragment d’un Déluge, Le Cœur-Cerf — Rico — 1969

### Пьесы
- Le bout de la Route — Lanceur de Graines — La Femme du boulanger — Gallimard — 1943
- Le Voyage en calèche — Editions du Rocher — 1947. Cette pièce à été interdite par l’occupant pendant la seconde guerre mondiale.
- Domitien, suivi de Joseph à Dothan — Gallimard — 1959
- Le Cheval fou — Gallimard — 1974

### Письма
- Avec Jean Paulhan — Gallimard — 2000
- Avec André Gide — Université de Lyon — 1983
- Avec Jean Guéhenno — Seghers — 1975
- Avec Lucien Jacques — Gallimard — 1981 et 1983 (2 volumes)

### Интервью
- Avec Jean Carrière — La Manufacture — 1985
- Avec Jean et Taos Amrouche — Gallimard — 1990

### Переводы
- Moby Dick (traduction du roman d’Herman Melville; avec Lucien Jacques et Joan Smith) — Les Cahiers du Contadour — 1939
- L’expédition d’Humphry Clinker (traduction du roman de Tobias G. Smollet; avec Catherine d’Ivernois) — Gallimard — 1955

### Сценарии
- Crésus — Rico — 1961

## Экранизации
- 1934 — «Анжель»
- 1963 — «Король без развлечений»
- 1987 — «Человек, который сажал деревья»
- 1995 — «Гусар на крыше»
- 2001 — «Сильные души»

## Публикации на русском языке
- Холм, 1934
- Большое стадо, 1934
- Песнь земли, 1935
- Радость, 1936
- Гусар на крыше. Польская мельница. М., 1992
- Король без развлечений. Гусар на крыше. М., 2002
- Человек, который сажал деревья